# Comuna Pungești, Vaslui
Pungești este o comună în județul Vaslui, Moldova, România, formată din satele Armășoaia, Cursești-Deal, Cursești-Vale, Hordila, Pungești (reședința), Rapșa, Siliștea, Stejaru și Toporăști. În trecut a fost târg.

## Demografie
Componența etnică a comunei Pungești
     Români (91,83%)
     Romi (2,64%)
     Alte etnii (0%)
     Necunoscută (5,53%)
Componența confesională a comunei Pungești
     Ortodocși (92,96%)
     Penticostali (1,3%)
     Alte religii (0,11%)
     Necunoscută (5,63%)
Conform recensământului efectuat în 2021, populația comunei Pungești se ridică la 2.840 de locuitori, în scădere față de recensământul anterior din 2011, când fuseseră înregistrați 3.223 de locuitori. Majoritatea locuitorilor sunt români (91,83%), cu o minoritate de romi (2,64%), iar pentru 5,53% nu se cunoaște apartenența etnică. Din punct de vedere confesional, majoritatea locuitorilor sunt ortodocși (92,96%), cu o minoritate de penticostali (1,3%), iar pentru 5,63% nu se cunoaște apartenența confesională.

## Politică și administrație
Comuna Pungești este administrată de un primar și un consiliu local compus din 13 consilieri. Primarul, Nicolae-Cătălin Stamate[*], de la Partidul Social Democrat, este în funcție din octombrie 2020. Începând cu alegerile locale din 2024, consiliul local are următoarea componență pe partide politice:
|  | Partid                          | Consilieri | Componența Consiliului | Componența Consiliului | Componența Consiliului | Componența Consiliului | Componența Consiliului | Componența Consiliului | Componența Consiliului |
|  | ------------------------------- | ---------- | ---------------------- | ---------------------- | ---------------------- | ---------------------- | ---------------------- | ---------------------- | ---------------------- |
|  | Partidul Social Democrat        | 7          |                        |                        |                        |                        |                        |                        |                        |
|  | Partidul Național Liberal       | 5          |                        |                        |                        |                        |                        |                        |                        |
|  | Alianța pentru Unirea Românilor | 1          |                        |                        |                        |                        |                        |                        |                        |

## Personalități născute aici
- Vlad Ciobanu (1948 - 2024), sculptor;
- Mirela Lavric (n. 1991), atletă.

## Legături externe
- Intrigile din spatele „revoluției” de la Pungești. Primarul din comună, dispărut fără urmă. Elevii și profesorii au primit interdicție de a participa la revoltă, Adevărul de Vaslui, 16 octombrie 2013